# Spica
Spica (Kłos, Alfa Virginis, α Vir) – najjaśniejsza gwiazda w gwiazdozbiorze Panny. Odległa od Słońca o około 250 lat świetlnych.

## Nazwa
Tradycyjna nazwa gwiazdy, Spica, wywodzi się od łac. spīca virginis, co oznacza „kłos Panny” (zazwyczaj kłos pszenicy) i odnosi się do wyobrażenia postaci Panny z kłosem w dłoni. Grecy używali dla jej określenia nazwy stgr. Στάχυς Stachys, o tym samym znaczeniu. Polska nazwa Kłos (lub Kłos Panny), podobnie jak wiele innych, jest tłumaczeniem nazwy łacińskiej. Rdzenną arabską nazwą tej gwiazdy było ‏السماك الأعزل‎ al-simāk al-a‘zal, „bezbronna”, „nieuzbrojona”, co odnosi się do faktu, że na niebie w jej pobliżu nie są widoczne inne jasne gwiazdy. Od tego określenia wywodzi się m.in. nazwa Azimech. Międzynarodowa Unia Astronomiczna w 2016 roku formalnie zatwierdziła użycie nazwy Spica dla określenia tej gwiazdy.
W chińskiej astronomii znana jako chiń. 角宿一; pinyin Jiǎosuyī, co oznacza „pierwszą [gwiazdę] rogu” Błękitnego Smoka.

## Charakterystyka obserwacyjna
Jest to jedna z najjaśniejszych gwiazd na nocnym niebie, o wielkości obserwowanej 0,97m. Jej wielkość absolutna to −3,43m. Obserwacje Spiki i Regulusa przyczyniły się do odkrycia zjawiska precesji. Starożytny grecki astronom Hipparchos z Nikei, porównując swoje obserwacje z dokonanymi 150 lat wcześniej przez Timocharisa z Aleksandrii, zauważył przesunięcie gwiazd na sferze niebieskiej.
Spica leży w pobliżu płaszczyzny ekliptyki i jest regularnie zasłaniana przez Księżyc.
Podwójność tej gwiazdy stwierdził w 1891 roku Hermann Karl Vogel. Gwiazda ma też dwóch optycznych towarzyszy, oznaczonych B i C, o wielkości obserwowanej 12 i 10,5m.
Spica wchodzi w skład asteryzmu zwanego Diamentem Panny.

## Charakterystyka fizyczna
Spica to gwiazda spektroskopowo podwójna, której składniki obiegają wspólny środek masy w ciągu zaledwie 4 dni, w średniej odległości 0,12 au.
Główny składnik to błękitna gwiazda należąca do typu widmowego B. Jest ona różnorodnie klasyfikowana: jako gwiazda ciągu głównego, bądź obiekt z pogranicza podolbrzymów i olbrzymów. Jej masa jest około 10,25 raza większa od masy Słońca, a promień około 7,4 raza większy niż promień Słońca. Temperatura jej bieguna jest szacowana na 24 000 K.
Drugi składnik jest błękitną gwiazdą ciągu głównego (karłem) o typie widmowym B2,5-B3 V. Ma masę około 7 razy większą niż Słońce, a jej promień jest 3,6 razy większy od słonecznego. Jej temperatura to około 19 500 K.
Astronomowie zaobserwowali ruch perycentrum w układzie Spiki, co oznacza, że gwiazdy nie mogą być sferycznie symetryczne. Za deformację gwiazd odpowiadają dwa efekty: bardzo szybka rotacja wokół osi, powodująca wybrzuszenie wokół równika, oraz działanie sił pływowych – stwierdzono, że Alfa Virginis A jest wydłużona w osi łączącej ją ze składnikiem B. Precesja apsyd występuje w okresie 139 ± 6 lat. Odkształcenie gwiazd odpowiada też za zmiany jasności układu o 0,03m; w układzie tym nie dochodzi do zaćmień jednego składnika przez drugi. Znacznie szybsze wahania jasności o 0,015m, występujące co około 4 godziny, wiążą się z pulsacjami jaśniejszego składnika, który jest gwiazdą zmienną typu Beta Cephei.
Spica jest silnym źródłem promieniowania rentgenowskiego, które przynajmniej w części powstaje w wyniku zderzenia wiatrów emitowanych przez obie gwiazdy.